# Льодовий бур ДГІ-47
Льодовий бур ДГІ-47 — гідрометричний прилад, призначений для вимірювання товщини льоду на водомірних постах, побудованих на річках, де спостерігаються льодові явища. Використовується на обладнаних ділянках створу водомірного поста.

## Будова
Прилад складається із свердла діаметром 4 см і коловорота для обертання свердла. До комплекту льодового бура входить металева льодомірна рейка з поділками через 1 см. На нижньому кінці рейки є упор, який після занурення нижнього кінця рейки під лід відкидається в горизонтальне положення пружиною.

## Різновиди
- Льодовий бур ДГІ-7
- Механізований льодовий бур ГР-54